# 植田将崇
植田 将崇（うえだ まさたか、1991年8月16日 - ）は、日本の放送作家。宮崎県延岡市出身。

## 来歴・人物
中学生の時に見た「アメトーーク!」に影響を受けて放送作家を目指す。19歳でテレビ朝日が運営するアナウンススクールの番組制作・構成作家養成講座を受講し、講師で訪れた加地倫三プロデューサーに、手紙と企画書を送り続けて弟子入り。その後、加地から「テレビの現場を知っておいたほうがいい」と勧められ、アシスタントディレクターを経て「アメトーーク!」で放送作家デビュー。
「有吉弘行のSUNDAY NIGHT DREAMER」でハガキ職人をしていた過去がある。

## 現在の担当番組
- アメトーーク!（テレビ朝日)
- テレビ千鳥（テレビ朝日）
- ネプリーグ（フジテレビ）
- ニノさん（日本テレビ)
- ぽかぽか（フジテレビ・水曜日担当）
- アンタッチャブルの早速行ってみた（関西テレビ）
- いくらかわかる金?〜世の中なんでもHOWマッチ(TBSテレビ)
- ホリケンのみんなともだち（テレビ朝日）
- イワクラと吉住の番組（テレビ朝日）
- 見取り図じゃん（テレビ朝日）
- 霜降りバラエティX（テレビ朝日）
- ダイアンの絶対取材しない店（テレビ東京)
- 頂！キッチン（朝日放送テレビ）
- オールスター感謝祭（TBS)

## 過去の担当番組
日本テレビ
- 出動!バクダン処理班→テレビギャング
- お笑い密室ミッション WARAゲーム

テレビ朝日
- オードリーと選の夜
- ふたりっきり旅
- 秘密の教材ドッキリ式学習塾
- もしも師
- 千鳥の芸人C-1グランプリ
- チョコプラCUP
- NOと言わない！カレン食堂
- ナレーションガチャ
- 芸人街ぶらリサーチャーズ
- ハライチ×マッチング
- にゅーあのちゃんねる
- あのちゃんねる
- 伯山カレンの反省だ!!
- みえる
- サンパチスター
- 連続チャンピオン
- チョコフワ犬猫vs芸人
- 出川のWHY？
- 出川とWHYガール
- さまぁ〜ずの画はぁ〜く
- 徹子の部屋SP〜TVエンタメ伝説の名場面史〜
- 潜入有吉
- 山里亮太の食わず嫌い
- 山里亮太のナナ目線
- 日本伝えばなし
- 悩める前職アイドルちゃん
- 千鳥のハンターおとも旅
- 妄萌がーる。
- 男のロマン道場
- 三村&有吉特番ゴールデン
- 10万円でできるかな
- 2分59秒（テレビ朝日・ABEMA)
- マッドマックスTV（テレビ朝日・ABEMA）

TBSテレビ
- 千鳥のかいつまんで教えてほしいんじゃ!
- 科学にまつわるエトセトラ
- ワールドエキセントリックキッチン
- 霜降りミキXIT
- 発見！○○な人

テレビ東京
- 地元、100時間でなぞる

フジテレビ
- 必殺技ヒーローズ
- 突然ルール旅
- ヒトなら
- かまいたちの謎NSアワード
- ほめゴロシアム
- さまぁ〜いたちのポクスル
- ツナゲー
- ローランド先生
- 芸人デカスロン
- 探偵キング

その他
- よかとこ発見!蛙亭イワクラ使節団〜伊藤と肥満とサイダーと〜（テレビ宮崎）